# Oeverzegge
De oeverzegge (Carex riparia) is een vaste plant uit de cypergrassenfamilie (Cyperaceae). De soort staat op de Nederlandse Rode lijst van planten als algemeen voorkomend en stabiel of toegenomen. De plant komt van nature voor in Eurazië. In de siertuin wordt de cultivar 'Variegata' gebruikt.
De plant wordt 60-120 cm hoog en heeft lange, kruipende wortelstokken. De bovenaan ruwe stengels zijn scherp driekantig. De 1-2 cm brede, gekielde bladeren zijn blauwgrijs, waarvan de onderste bladscheden lichtbruin of soms enigszins purper zijn en niet rafelen. De bladscheden en bladschijven hebben sterk ontwikkelde dwarsnerven.
De oeverzegge bloeit in mei en juni. Aan de bloeiwijze zitten onder de mannelijke aren drie tot vier 10 cm lange en 0,8-1,2 cm brede, vrouwelijke aren. De bloem heeft drie stempels. De schutbladen van de vrouwelijke aren hebben vaak een korte of helemaal geen schede. Het onderste schutblad is meestal langer dan de bloeiwijze. Bovenaan de bloeistengel zitten drie tot vijf 0,4-1 cm brede, donkerbruine tot zwarte, mannelijke aren. Het tweetandige, 5-7 mm lange, gladde, glanzende, olijfgroene urntje is op doorsnede rolrond en heeft een lange snavel. Het urntje is een soort schutblaadje dat geheel om de vrucht zit. Aan de voet van de steel van de aar zit een cladoprofyllum, dat een donkere rand heeft.
De vrucht is een nootje.
De plant komt voor in moerassen en langs het water.

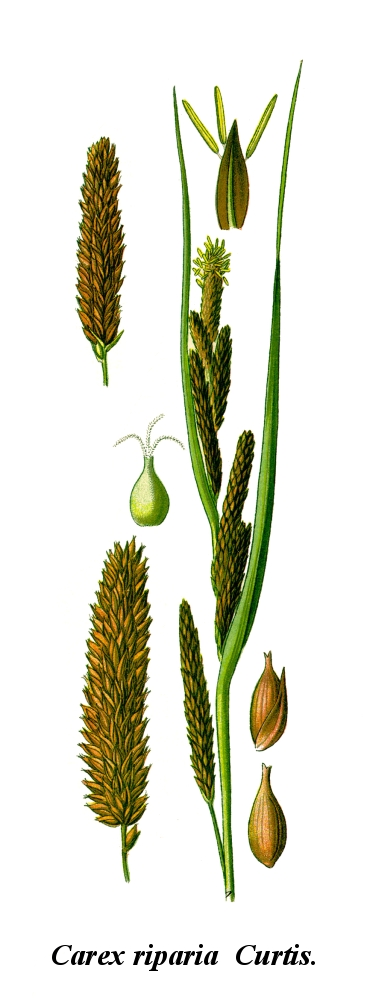
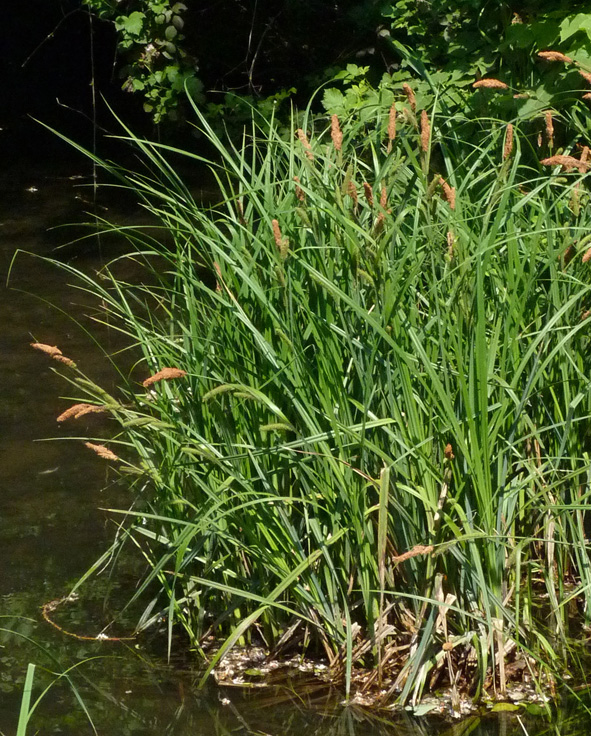
Planten
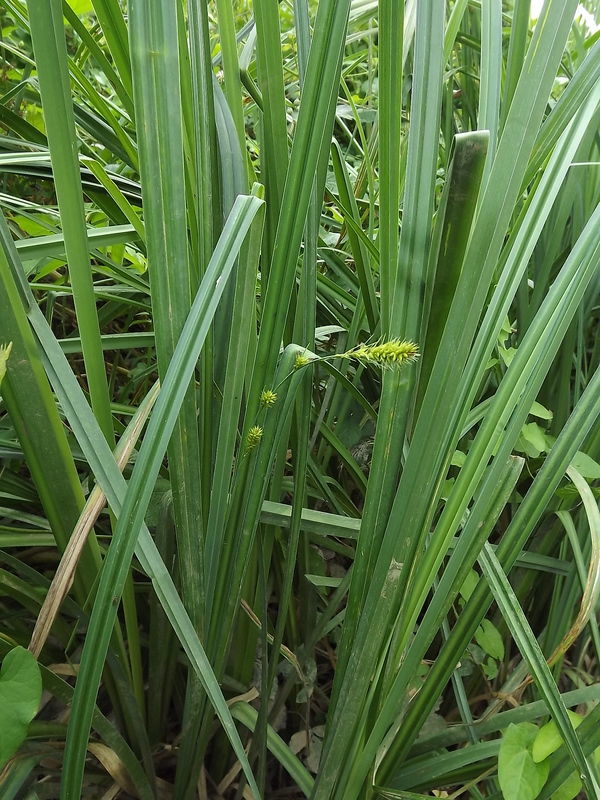
Bladeren
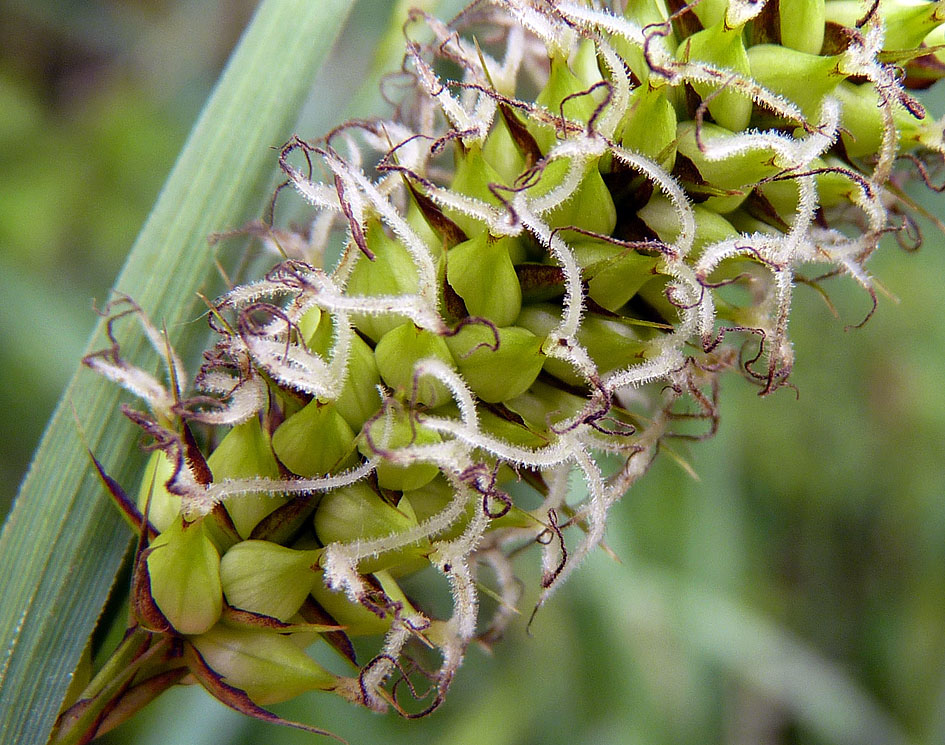
Bloeiende vrouwelijke aar
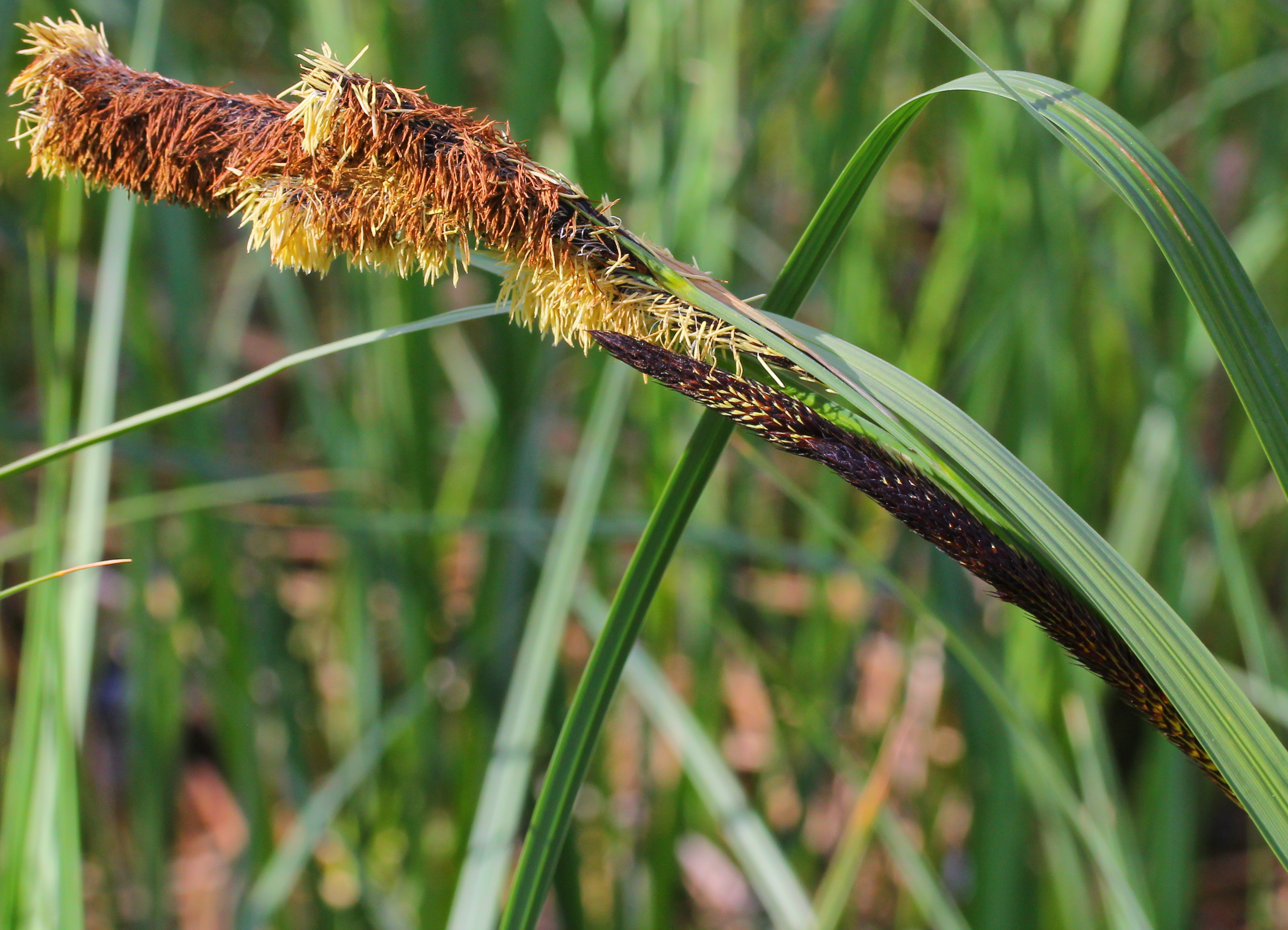
Bloeiende mannelijke aar
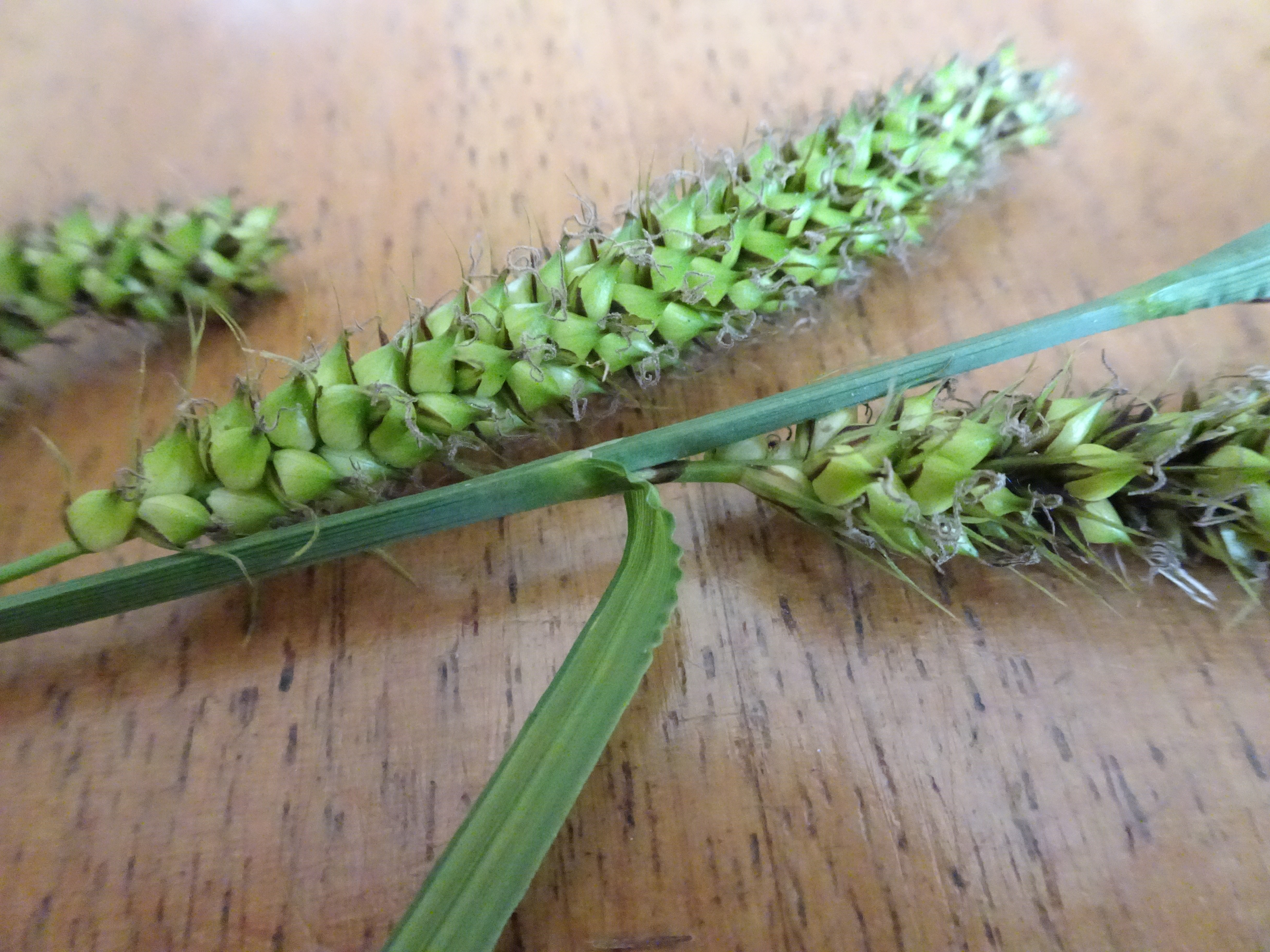
Cladoprofyllum (midden in de afbeelding, met donkere rand) in de oksel van het teruggeslagen schutblad
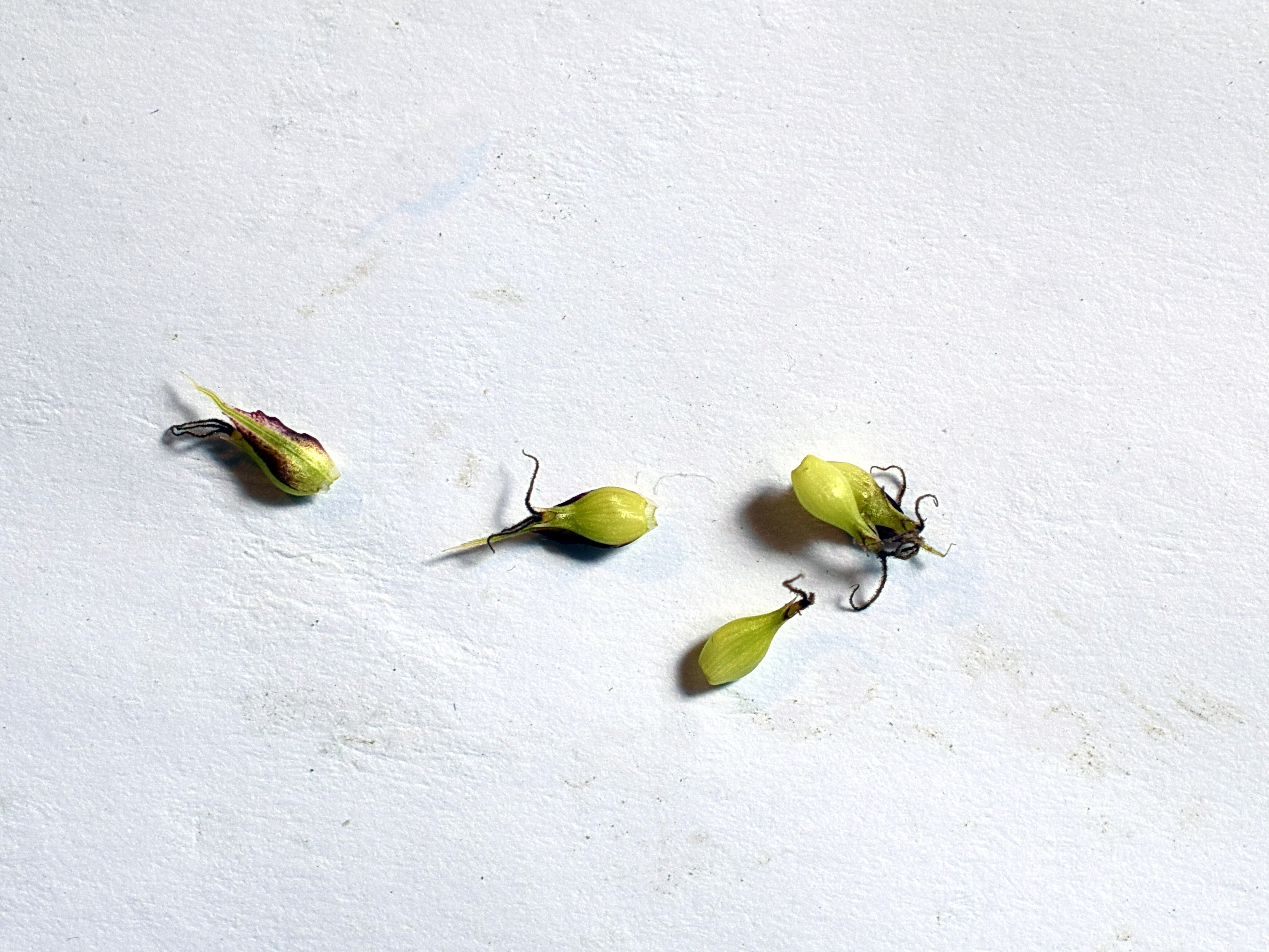
Links kafje om vrucht, midden urntjes (met daarin vruchten)
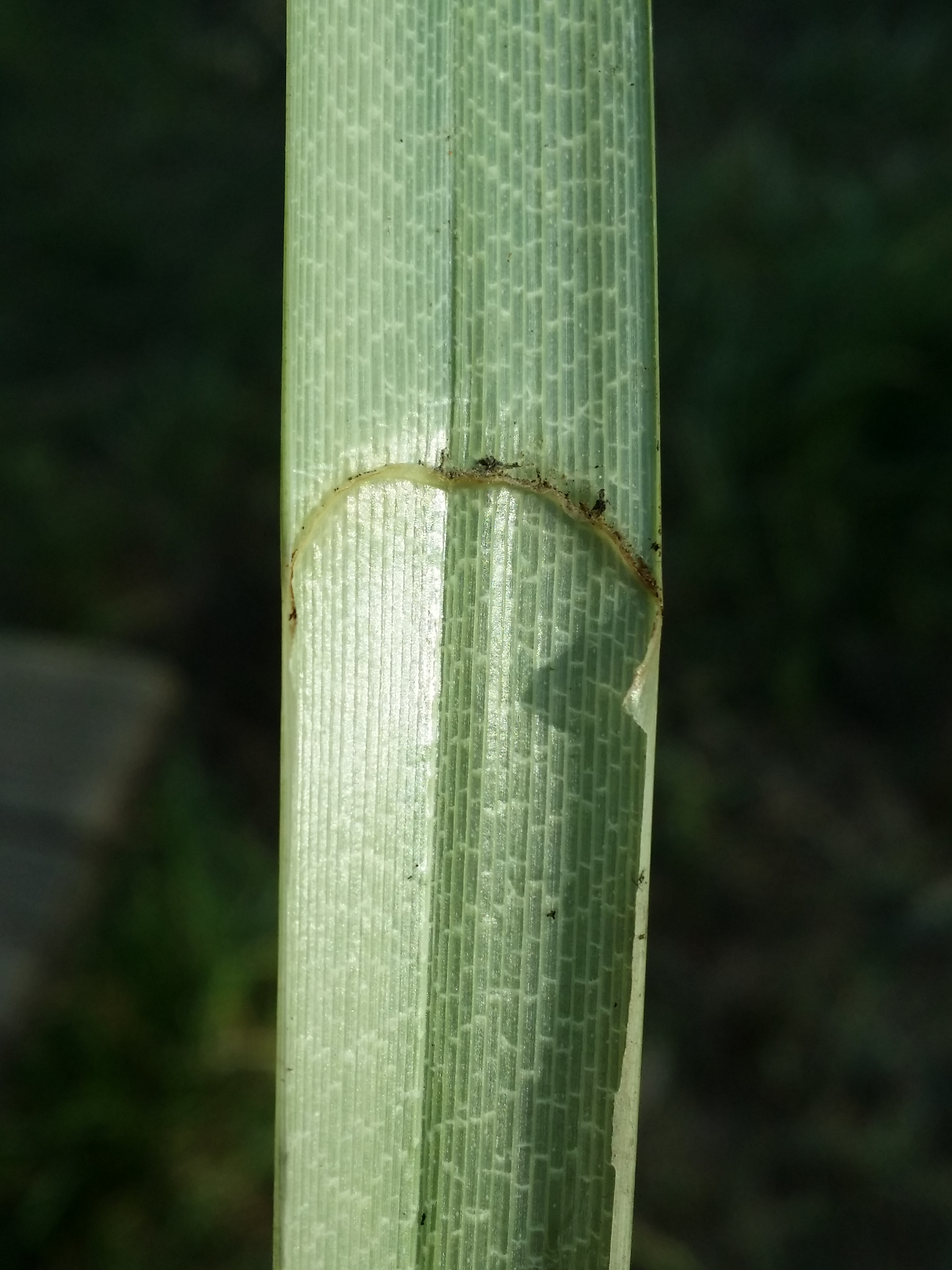
Tongetje